# Willerstedt
Willerstedt ist ein Ortsteil der Landgemeinde Ilmtal-Weinstraße im Nordosten des Landkreises Weimarer Land.

## Lage
Willerstedt befindet sich  und seiner Gemarkung in einem Ackerbaugebiet des Thüringer Beckens. Die Kreisstraße 112 verbindet das Dorf verkehrsmäßig.
Die Willerstedter Gemeindeflur liegt in einer leichten Senke östlich der Wasserscheide Ilm–Unstrut im Osten des Thüringer Beckens (202–272 m ü. NN), im Regenschatten des Ettersberges und ca. 12 km südwestlich des Höhenzuges Finne. Die jährliche durchschnittliche Niederschlagsmenge beträgt 480–520 mm. Unsere schon seit Jahrhunderten ausgeräumte Landschaft ist mit einer ausgezeichneten Bodenqualität und hoher Fruchtbarkeit gesegnet. Die tiefgründigen Lössboden, welche ein Relikt der letzten Thüringer Eiszeit sind, haben eine hohe Bewertung erfahren. Die durchschnittlich Bodenwertzahl (heute: Bodenpunkte) liegt bei 76, wobei die Eigentümlichkeit zu verzeichnen ist, dass die schwierigsten Böden (40er Böden und Hanglagen) die Dorflage umgeben. Von da aus zu den jeweiligen Flurgrenzen werden sie umso besser (80er und 90er Böden).

## Geschichte
Schon sehr früh wurde die Gegend um Willerstedt besiedelt, wie Funde aus der Stein- und Bronzezeit beweisen. Um 1000 wurde eine Wasserburg errichtet, welche 1110 erstmals unter dem Burgherren Gerhard von Wilherstede urkundlich erwähnt wurde. Willerstedt kam im 11. Jahrhundert, vermutlich durch eine Schenkung, in den Besitz des Erzbistums Mainz.
Im 12. Jahrhundert waren die Burg und ihr Zubehör im Besitz des Thüringer Landgrafen. Auf ihr waren landgräfliche Ministeriale, die „Dietmare von Willerstedt“, eingesetzt. Die Mitglieder des Rittergeschlechts von Willerstedt werden urkundlich von 1186/89 bis 1358 genannt, jedoch wurde die letzte urkundlich bekannte Amtshandlung im Ort im Jahr 1302 verzeichnet.
Der wettinische Landgraf Friedrich II. gab 1333 die Burg Willerstedt samt Zubehör den Grafen von Orlamünde aus der Weimarer Linie zu Lehen. Im neun Jahre später einsetzenden Thüringer Grafenkrieg (1342/1345) lag der Ort dadurch auf der Seite der Verlierer. Nach zweitägiger Belagerung  wurde die Burg 1345 durch die Erfurter mit Unterstützung des Landgrafen gestürmt und vollständig  zerstört. Ein Wiederaufbau wurde untersagt.
Das Burglehen zu Willerstedt wurde nun vom thüringischen Landgrafen an den Ritter und landgräflichen Hofrichter Christian von Witzleben († 1374) für seine Verdienste im Grafenkrieg gegeben. Dieser fügte den Ort seinen Besitzungen um Wendelstein an der Unstrut hinzu, weshalb der Ort bis 1619 der Wendelsteiner Linie der Herren von Witzleben gehörte.
Bei der Leipziger Teilung 1485 fiel Willerstedt als Teil des Wendelsteiner Burgbezirks dem albertinischen Herzogtum Sachsen zu. Nach der Wittenberger Kapitulation 1547 gehörte der Ort zum albertinischen Kurfürstentum Sachsen (Thüringer Kreis). 1623 geriet die Burg Wendelstein mit der dazugehörigen Herrschaft als Amt Wendelstein in den unmittelbaren Besitz des Kurfürsten Johann Georg I. von Sachsen, zu dem Willerstedt als Exklave gehörte.
Durch die Beschlüsse des Wiener Kongresses von 1815 wurde Willerstedt im Februar an Preußen abgegeben und im November desselben Jahres kam es wie seine Nachbarorte, die bisher dem kursächsischen Amt Eckartsberga angehörten, zum Großherzogtum Sachsen-Weimar-Eisenach. Dieses gliederte Willerstedt im Jahr 1817 dem Amt Buttstädt an. Nach der Verwaltungsreform des Großherzogtums gehörte der Ort ab 1850 zum Verwaltungsbezirk Apolda und zum Amtsgericht Buttstädt. 1920 kam Willerstedt zum Land Thüringen.
Am 31. Dezember 2013 wurde Willerstedt in die neue Landgemeinde Ilmtal-Weinstraße eingegliedert.

## Sehenswürdigkeiten
Folgende Bauwerke wurden in die Denkmalliste des Kreises Weimarer Land aufgenommen:
- St.-Alban-Kirche[2]
- Tor und Portal, Franz-Magnus-Böhme-Straße 7
- Gehöft, Kirchberg 13
- Wohnhaus, Alter Markt 11
- Waidmühlstein, Alter Markt, mit Heimatmuseum

Sehenswerte Erlebnisbereiche sind der Plan (Dorfanger) mit der Freitanzfläche, Vereinshaus, Heimatmuseum und die Wohngebäude des 18. und 19. Jahrhunderts; ebenso die Fläche um dem Burghügel, welche besonders für das Biwak 1813 genutzt wird. Auch das Brunnenfest am alten Markt ist ein Besuchermagnet.

## Persönlichkeiten
- Franz Magnus Böhme (* 1827 Willerstedt, † 1898 Dresden); Hochschullehrer, Komponist, Volksliedforscher und -sammler.
- Johann Thüring (* ?, † 1635 Willerstedt); Schulmeister und Kantor in Willerstedt von 1603/1635. 1617 kam er  erstmals mit gedruckten Kompositionen an die Öffentlichkeit, die dem 100-jährigen Jubiläum des Reformationstages gewidmet waren.
- Johannes Cotta (* 1794 Ruhla; † 1868 Willerstedt); Pfarrer, Musikliebhaber und Komponist, von 1851 bis 1868 Pfarrer in Willerstedt. In zweiter Ehe heiratete er Johanna Ranke aus Wiehe.
- Curt Elschner (* 1876 Willerstedt, † 1963 Erfurt); erfolgreicher Gastronom, Geheimer Kommerzienrat, Dr. phil. h. c., 1922 Ehrenbürger von Willerstedt.
- Heinrich Theodor Linschmann (* 1850, † 1940); Pfarrer und herzoglicher Bibliothekar, in Willerstedt war er von 1892 bis 1901 als Pfarrer tätig.
- Max Wilde (* 1883 Willerstedt, † 1966 ebenda); Bauer, Gutsbesitzer, erfolgreicher Kaltblutpferdezüchter. Er besuchte die Ackerbauschule Jena-Zwätzen.
- Gerhard Porsche (* 1949 Willerstedt, † 1972 ebenda); Bauernsohn; Sportlehrer-Studium an der Uni in Jena, begeisterter Sportler und Gründer einer Sportgemeinschaft in Willerstedt; Orientierungsläufer einer Jena-Weimarer Sportlergruppe, welche den GutsMuths-Rennsteiglauf mit einem Drei-Etappen-Lauf über 130 km im August 1971 begründeten.